# Clas Ohlsons framväxt
Clas Ohlsons framväxt syftar på företagets expansiva skede där verksamheten vuxit på både den svenska och internationella marknaden. Clas Ohlson grundade företaget och var sedan aktiv inom företaget i över 60 år. Ohlson växte upp under knappa omständigheter men hade turen att komma från en byggd med starka företagartraditioner. Hela vägen sedan starten år 1918 har Clas Ohlson varit i ett expansivt skede och idag har dom ett sortiment som omfattar cirka 15 000 artiklar. Det är ett av nordens största företag inom detaljhandel och erbjuder varor inom el, bygg, hem, fritid och multimedia. Företagets verksamhetsidé är att hjälpa människor genom att erbjuda praktiska och enkla lösningar till bra priser. Företaget präglas av den så kallade “Clas Ohlson-andan” som utmärks av ansvar, laganda och respekt med ett öppet utbyte av idéer och tankar. Andan härstammar från Ohlsons egna tid, en stark tradition och familjekänsla. Det innefattar att både kunder, personal och leverantörer ska behandlas rakt och professionellt med en social samvaro, ärlighet och ödmjukhet.

## Grundaren Clas Ohlson
Grundaren Clas Ohlson nämns som en av 1900-talets mest spännande och fascinerande företagsledare i Sverige. Han var en idékläckande person, företaget är precis som grundaren, kreativt och drivet.

## Företagets historia
År 1914 tog Ohlson över sin brors cykelverkstad och det fyra kommande åren var han Insjöns enda och mest anlitade cykelreparatörer. År 1918 slog Clas Ohlson och hans halvbror Emil Pettersson ihop sig och bildade Clas Ohlson & Co, en firma i Insjön i Dalarna. Petterson hade sedan tidigare ett tryckeri, medan Ohlson ägde en cykelverkstad. Kombinationen mellan ett tryckeri och cykelverkstad var inte solklar, vilket resulterade i att firman splittrades. Enligt Ohlson var företaget först i Sverige med att sälja läroböcker till personer, med katalogerna erbjöd de folk möjligheten att köpa övnings ritningar och undervisningslitteratur. Genom åren blev katalogerna tjockare, fler exemplar trycktes, omsättningen ökade och företaget expanderade både inom Sverige och internationellt. Mer om företagets historia se Clas Ohlson.

## Expansion i Sverige 1900-talet

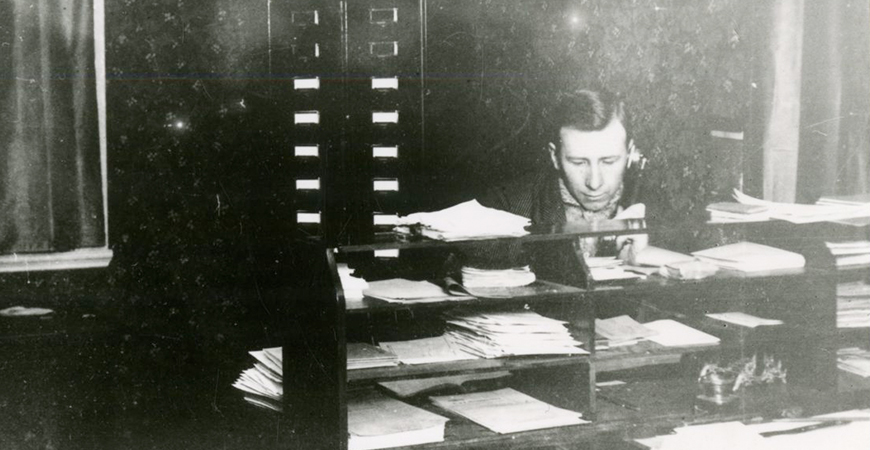
Clas Ohlson på sitt första kontor 1923.

Företaget utvecklades så småningom till ett av Sveriges största postorderföretag. Efterfrågan på företagets varor var stor, många människor var tekniskt intresserade men bristen på kunskap var stor. Ohlson slutade så småningom med reparation av cyklar för att fokusera på det tekniska apparaterna. År 1918/19 presenterade företaget sina första produkter i en katalog; där hittade man nyheter, produkter och bilder. Verksamheten växte och år 1921 anställdes de första medarbetarna och företaget flyttade till ett större kontor. År 1929 kom den 16e katalogen ut, då i flera tusen exemplar till Sverige, Finland, Estland, Norge och Danmark. Enligt tradition tog faders förnamn till efternamn för sonen; vid denna tid stavades företagets namn med två "S". Ohlson bestämde sig år 1944 att ändra sitt och företagets namn till Ohlson. Produkterna företaget sålde var lockande för konsumenterna, ny teknik och inredningsprylar som kunderna var beroende av. Expansionen fortsatte och företaget tryckte katalogen år 1958 i 200 000 exemplar, redan tre år senare ökade de till 250 000 exemplar. Under företagets 50 årsfirande passerade omsättningen för första gången tio miljoner kronor. Kommande åren ökade omsättningen, fler kataloger trycktes och mer kunder lockades till företaget.
Datorn var en viktig produkt för företaget, det underlättade att hålla koll på deras lagersaldo. År 1975 skaffade företaget sin första dator, den var betydande för verksamheten och hjälpte arbetarna och Clas att hålla ordning. Året efter kom katalogen för första gången ut helt i färg, det attraherade kunder och omsättningen ökade. För första gången i företagets historia skickade man ut 200 000 paket på mindre än ett år och den totala omsättningen når över 50 miljoner kronor.
Den 26 februari 1979 avled Clas Ohlson och Tore Ohlson tar över och blir VD för företaget. Tiden efter präglades av stor omsättning där verksamheten passerar över 100 miljoner kronor. Framväxten innebar ett nyöppnat dotterbolag i Norge. Starten för Clas Ohlsons butik expansion tog plats år 1989. Det var ett betydande steg där de öppnade en butik i Stockholm, beläget i Gallerian. Antalet anställda ökade och ett nytt datasystem implementerades för att hålla ordning företagets varuhantering. Man utsåg en första styrelse i syfte om att hålla ordning, utveckla företaget med en fortsatt framväxt. Sedan dess har man i genomsnitt öppnat 8 nya butiker varje år. År 1990 trycktes katalogerna i fler än en miljon exemplar och företaget kom på 5e plats i "århundradets handlare". Den tekniska utvecklingen innebar en förändring för katalogen och man kunde för första gången göra layouten helt i dator. År 1996 hade internet entré och företaget skapade sin första hemsida där kunderna fann produkter och information. Under året stod internet-handeln för cirka 10% av försäljningen. Företaget nådde ut till allt mer kunder, i Insjön tas ett nytt centrallager i bruk på 11 000 kvadratmeter som tre år senare byggs ut till 18 000 kvadratmeter. Ett större lager, nya butiker och en ökad internethandel påverkade omsättningen i positiv riktning och företaget röstades fram till Sveriges 33:e bästa sajt.
År 1999 introducerades Clas Ohlson på Stockholmsbörsen och blev noterat som ett börsbolag. När styrelsen fattade beslutet om en förändring i ägarstrukturen fanns det många anledningar som talade för att börsintroduktionen skulle vara lyckad. Ett speciellt skäl till introduktionen var att en marknadsnotering skulle underlätta för framtidens generationsskiften. Det cirka 600 anställda på företaget hade möjligheten att bli delägare vilket förväntades utveckla företaget på sikt. Börsintroduktionen har inneburit mycket marknadsföring för företaget, det medför ur ägarperspektivet en proffsig styrelse som kan fatta underbyggda och säkra beslut.

## Expansion i Sverige 2000-talet

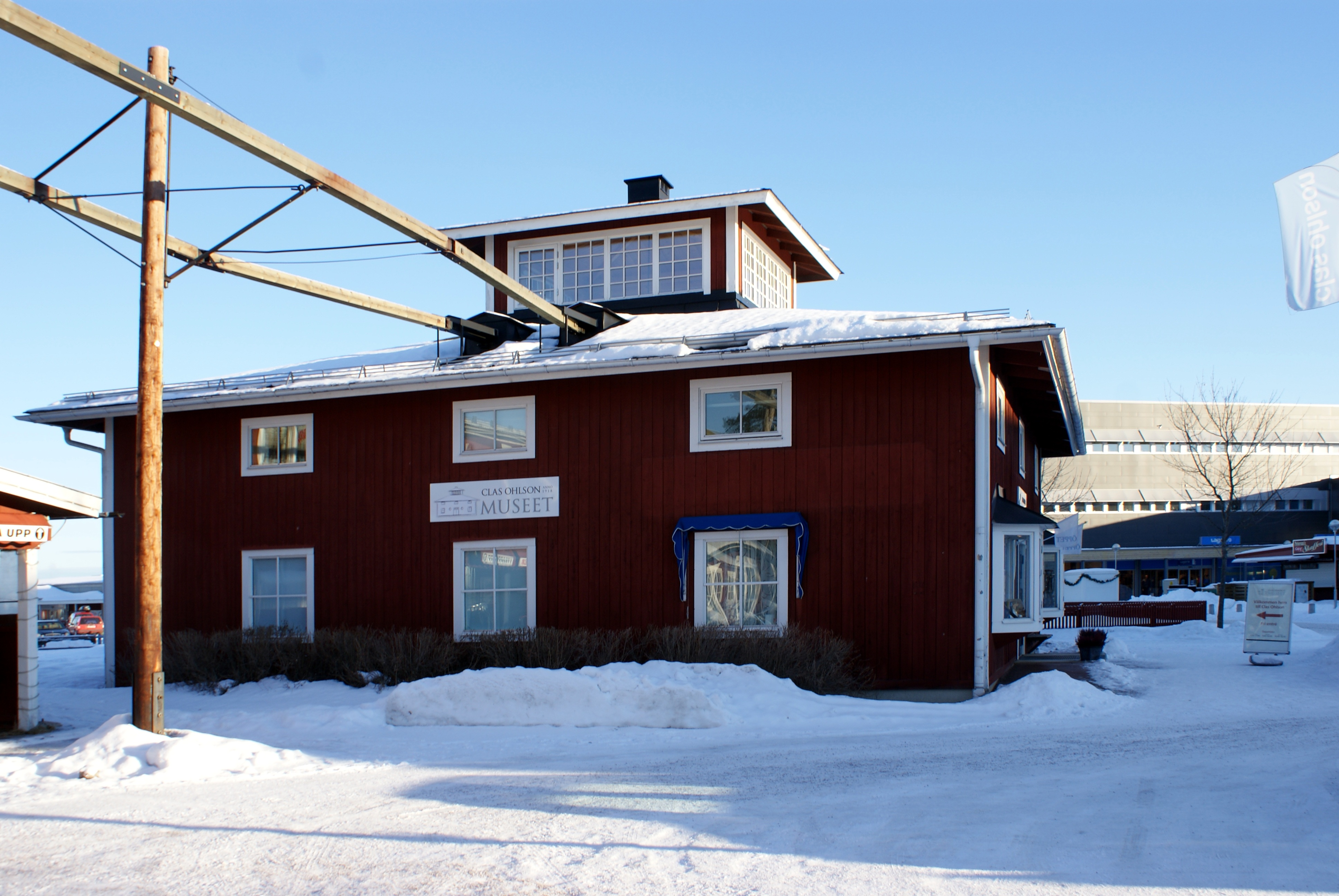
Clas Ohlson Museet insjön.

År 2000 var katalogen 1 cm tjock och trycktes i en upplaga av 1,8 miljoner exemplar. Om katalogerna hade placerats i en stapel skulle den bli 18 km hög. År 2006 nådde företaget helt nya höjder, de omsatte mer än 4 miljarder kronor och katalogen trycktes i 3,5 miljoner exemplar. Företaget öppnar upp sin 150:e butik, med majoriteten i Sverige och ett fåtal utomlands. Man slog anställnings rekord och en ny e-handelsplattform lanserades där företaget var större än någonsin. År 2008 firade företaget 90 år och dom öppnar upp sitt första museum i Insjön. Där kan man lära sig mer om Clas Ohlson själv, företagets historia samt finna prylar från förr och nu. Museet skapades i syfte om att ge en enkel och utvecklad bild av hur företaget utvecklats genom åren. Ett spännande tidsdokument där en del av 1900-talets tekniska utveckling och händelser speglas. Club Clas lanserades vilket var en lojalitetsklubb för kunder, första året nådde klubben över 1 miljon medlemmar och tre år senare nådde dom 2 miljoner medlemmar. År 2015 utsågs företaget till Sveriges starkaste varumärke av Evimetrix Swedish Brand Award.
I slutet av år 2017 inledde företaget ett samarbete med MatHem.se som är en av Sveriges ledande e-handelsaktörer och Sveriges största matbutik på nätet. Ambitionen var att MatHems kunder skulle kunna beställa vissa delar av Clas Ohlsons sortiment och få det levererat i samband med sina matkassar. Båda företagen ökade sin försäljning och för Clas Ohlson innebar det en produkt ökning i deras kassar genom en bättre träffsäkerhet i sortiment med en ökad tillgänglighet. Året efter lanserade man Clas Fixare som är en viktig strategi för företagets expansion. Med hantverkartjänsten kan kunder enkelt boka tjänster till hemmet, det kan handla om att bygga ihop en hylla eller installera ett eluttag. Man kan beställa tjänsten både som privatperson och företagare genom mobiltelefonen, i appen eller i butiken. Sedan åker Clas Fixare ut till kunden och genomför uppdraget. Sedan tjänsten startade år 2018 har efterfrågan ökat och expansionen varit synlig, nu kan man beställa Clas Fixare i hela Stockholmsområdet, Uppsala, Malmö, Lund och Göteborg. År 2019 drabbades världen av Corona men trots utmanande förutsättningar växer Clas Ohlson och omsättningen fortsätter i rätt riktning. I mars 2021 omsatte företaget 523 miljoner kronor vilket var en tillväxt på 4% från tidigare år. En viktig faktor är att försäljningen online fortfarande visar stark tillväxt.

### Hur företaget arbetar
Clas Ohlson lanserade deras hållbarhetskoncept “From Here To Sustainability”. Hållbarhetsmålen var viktiga för företagets expansion både i Sverige och internationellt. Det strävar att möjliggöra ett hållbart liv i varje hem där dom har tydliga och mätbara mål hur företaget fortsatt skall vara hållbar. Ett mål som innefattar att vara helt klimatneutrala och cirkulära år 2045 samt att förbruka mindre av jordens resurser. Med en hållbar resa har Clas Ohlson ett fortsatt mål att expandera med ambitionen att tillgodose sina kunder med bekvämlighet vid sidan av butiker i bra lägen, smarta tjänster och e-handel. Idag är det den fjärde generationen i familjen som tar del av företagets aktier. Clas Ohlsons dotter Mary Haid, gift som Haid fick tre söner, Peter, Björn och Claus-Toni. Björn Haid som är dotterson till grundaren av företaget har överfört samtliga aktier till barnen Mathias och Charlotte. Även Claus-Toni som är bosatt i Schweiz har lämnat över sina aktier till hans söner.
Clas Ohlson använder sig idag av ett multikanal beteende, vilket har varit en betydande del för deras framväxt både i Sverige och internationellt. En multikanalförsäljning innebär att en nätbutik kan erbjuda konsumenterna ett större sortiment än det som finns i företagets fysiska butiker. Clas Ohlson har både en postorderförsäljning, nätbutik och ett utbyggt butiksnät med butiker runt om i Sverige och världen. Det innebär en större valmöjlighet för konsumenterna och en fördel för företaget där produkterna inte måste finnas tillgängliga i en dyr butikslokal. Clas Ohlson erbjuder konsumenter att handla via olika inköpskanaler, som kund har man möjligheten att åka och handla i varuhuset eller sitta hemma och beställa via internet butiken. Internets utveckling har varit viktig där allt fler handlar genom e-handel vilket bidragit till företagets framgång. Ett annat vägande inslag som mobiltelefoni bidrar med är kommunikationen mellan företag och kund. Clas Ohlsons multikanals beteende har varit viktigt för kundernas inköp i både fysiska och virtuella butiker.

## Expansion utomlands
Med Clas Ohlsons starka koncept och stabila marknadsposition i norden har företaget kunnat expandera internationellt. Under slutet av 1900-talet startade expansionen för Clas Ohlson utomlands. År 1991 invigdes den första butiken i Oslo, Norge, år 2002 i Helsingfors, Finland. Sedan öppnade företaget sina första butiker i Tyskland och Storbritannien. Att öppna butiker i Tyskland berodde på att efterfrågan på företagets varor tycks vara stor där, ett behov av deras koncept och varor sågs vara nödvändigt. Det finns en likhet mellan tyskarna och de länder i Norden, människorna ses vara fixings benägna. I Tyskland stöter man på konkurrenter med liknande varor, men Clas Ohlsons produkter finns det ett gap på marknaden för. Andra tillväxtmöjligheter internationellt innebar att arbeta genom franchising, som komplement till Clas Ohlsons primära etableringsstrategi med helägd verksamhet skapar detta nya möjligheter på marknaden. Det innebär att Clas Ohlson betalar för rätten att använda deras redan etablerade varumärke. År 2016 öppnade företaget två nya franchise-butiker utanför Europa som ligger i Dubai.
Butiks lanseringen i Storbritannien var inte speciellt lyckad. Till en början hade Clas Ohlson i Storbritannien en fin tillväxt men sedan stagnerade det, omsättningen har inte varit i relation till det man hade hoppats på. Problemet med lanseringen med första butiken i Storbritannien var att man redan jobbade i en uppförsbacke där dom stod framför ett tufft läge. Dagen innan man öppnade butiken gick Woolworths i konkurs och marknader gick ned. Omsättningen per butik blir något lägre här, samtidigt som man vill nyttja företagets omni strategi. En strategi som passar bra i England där man är van med näthandel, det innebär att kunden kan hitta ett bredare sortiment på nätet, beställa där och sedan hämta upp i butik. Det finns tydliga riktlinjer och mål för att förbättra företaget i Londonområdet med mindre butiker som optimerar ett butiksnätverk för att kunna utveckla företaget i rätt riktning.
Näthandeln i Finland växer och kunderna är medvetna om vad det vill ha. Kombinationen mellan nätbutik och fysiskt butik tycks vara viktig, kunderna kontrollerar priser och lagerstatus på nätet för att sedan inhandla varan i den fysiska butiken. Man tror på en fortsatt expansion för Clas Ohlson i Finland, företaget brinner för att förenkla livet i varje hem vilket passar bra på den finska befolkningen. Verksamheten behöver i Finland positionera sig som "top of mind" när det kommer till att förenkla livet hemma. Utöver företagets fysiska butiker i Finland öppnade man år 2017 en första compact store i Finland vilket är bolaget i mindre format. Man hittade en passande yta för ett nytt butiksformat på en attraktiv plats där många rör sig. Trots en mindre yta kommer kunder finna en butik full av smarta lösningar. Om man letar efter en produkt som inte finns på hyllan kan kunden enkelt och kostnadsfritt beställa varan direkt till butiken. Butiken erbjuder kunderna en omnikanal upplevelse med e-handel och flertal butiker.
Under Covid-19 pandemin har Clas Ohlsons framväxt utomlands drabbats, till exempel har de enskilda marknaderna i Norge haft en lägre försäljning vilket är en konsekvens av de förlängda restriktionerna. Hälften av butikerna i Norge har behövt hålla stängt under pandemin vilket minskat omsättningen. Clas Ohlsons leveransalternativ "hämta utanför butik" i Norge har blivit mer populärt än någonsin. Ökningen beror på landets Corona restriktioner vilket innebär att flera butiker har hållits stängda. Trots att butiker tvingas hålla stängt är det möjligt att hämta upp varor utanför butiker, vilket sju av tio kunder valt att göra när de har  beställt varor online. I Norge har butikerna en bra infrastruktur där butikerna ligger centralt i förhållande vart människor bor. Att hämta upp varor utanför butiken möjliggör en fortsatt omsättning, det erbjuder företagets kundservice och praktiska lösningar trots att butiker är stängda. År 2021 öppnade Clas Ohlson upp nya butiker i Fauske och Holmlia. Med den nya butiken i Fauske stärker Clas Ohlson närvaron och kunderbjudandet i norra Norge. Man ser nya kundbeteenden där fler vill handla lokalt där butiken ligger centralt och är ett naturligt stopp för invånarna. Företagets position i Oslo stärktes ytterligare när butiken i Holmlia invigdes. Där finns det en kombination av shopping inom teknik, kläder och fritid. Kunderna anses tycka att tjänster och shopping samlat på ett och samma ställe nära hemmet är viktigt.

## Clas Ohlson VD
Från att företaget grundades år 1918 har sju personer stått som VD för bolaget. Mellan år 1918–1979 var grundaren Clas Ohlson VD för bolaget. Vid Ohlsons bortgång tog sonen Tore Ohlson över. Efter att ha tagit civilingenjörsexamen i Stockholm år 1943 återvände han till Insjön och började arbeta för sin fars företag. Med tiden växte hans ansvar och Tore tillträdde officiellt som VD när hans far gick bort. År 1983 tog den första icke-familjechefen över, vid namn Håkan Thylén. Under sin tid som VD fokuserade han mycket på butiksexpansion vilket var avgörande för företaget som utvecklade företaget med fler och nya typer av prylar. Gert Karnberger blev först styrelseordförande år 1990 och övergick till VD år 1996. Han tog med sig erfarenheter som VD från bland annat PAX och Gustafs List. Under Karnbergers period noterade man företaget på Stockholmsbörsen och antalet butiker ökade från fem till cirka 70 butiker. Mellan 2007 och 2017 stod Klas Balkow som VD för bolaget och är den VD som övervakat flest butiksöppningar för företaget. År 2017 tog Lotta Lyrå över posten som bolagets VD. Sedan den 8 februari 2021 står Kristofer Tonström som verkställande direktör och koncernchef för företaget.